# 10675 Kharlamov
10675 Kharlamov (1978 VE15) là một tiểu hành tinh vành đai chính được phát hiện ngày 1 tháng 11 năm 1978 bởi L. V. Zhuravleva ở Đài vật lý thiên văn Crimean. Nó được đặt theo tên Russian hockey player Valeri Kharlamov.